# Dodge Dakota
Dodge Dakota – samochód osobowy typu pickup klasy średniej produkowany pod amerykańską marką Dodge w latach 1987–2010 oraz pod amerykańską marką Ram jako Ram Dakota w latach 2010–2011.

## Pierwsza generacja

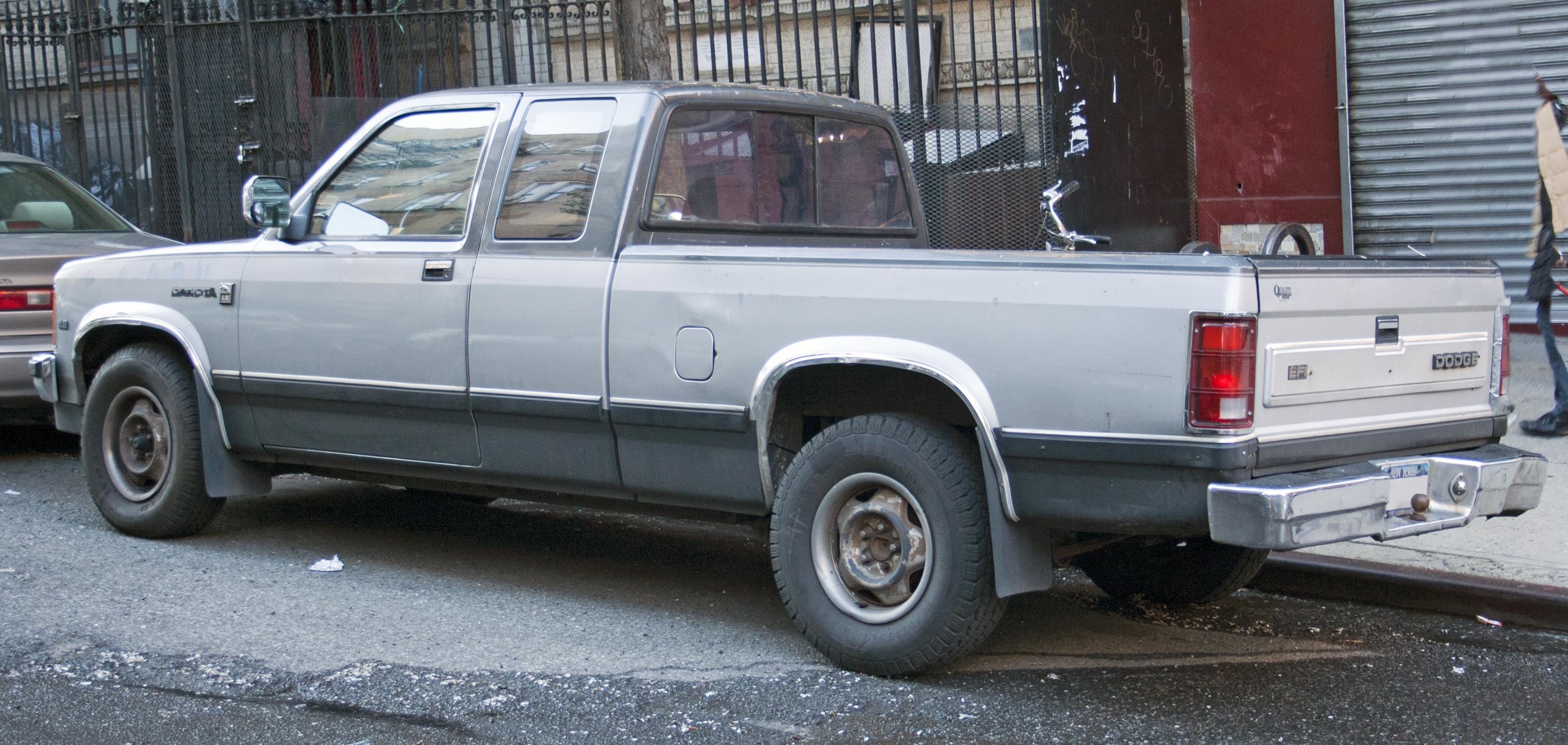
Dodge Dakota I - tył

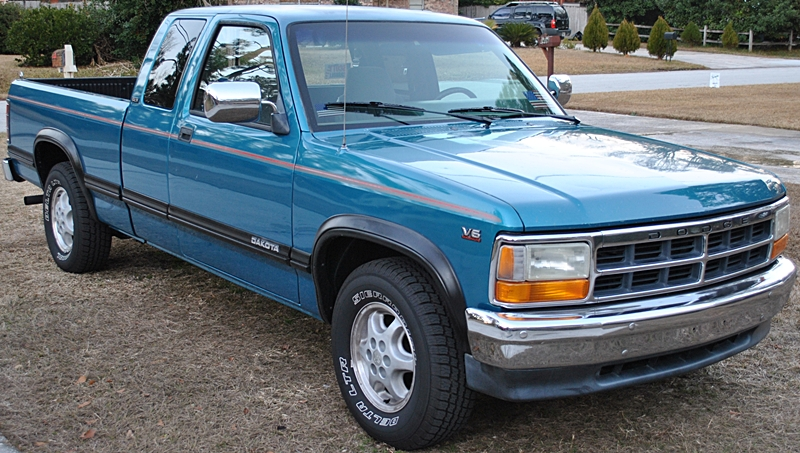
Dodge Dakota I po liftingu

Dodge Dakota I został zaprezentowany po raz pierwszy w 1986 roku.
Dakota uzupełniła ofertę Dodge jako średniej wielkości pickup mający pełnić funkcję tańszej, mniejszej i bardziej ekonomicznej alternatywy dla pełnowymiarowego modelu Ram. Ponadto, samochód powstał też jako odpowiedź na konkurencyjny model Ford Ranger.
Pierwsza generacja Dodge'a Dakota została oparta na płycie podłogowej N-body koncernu Chrysler, wyróżniając się kanciastymi proporcjami nadwozia. Samochód oferowany był w różnych wariantach długości nadwozia, a także różnych wersjach kabiny pasażerskiej. Niezależnie od tego, samochód wyróżniał się dużą przestrzenią ładunkową.

### Lifting
W 1991 roku Dodge zaprezentował Dakotę I po gruntownej modernizacji. W jej ramach samochód otrzymał zupełnie nowy wygląd pasa przedniego, z bardziej zaokrąglonymi kształtami, większymi reflektorami i przeprojektowaną atrapą chłodnicy.

### Silniki
- L4 2.2l K
- L4 2.5l K
- L4 2.5l AMC
- V6 3.9l Magnum
- V6 5.2l Magnum

## Druga generacja

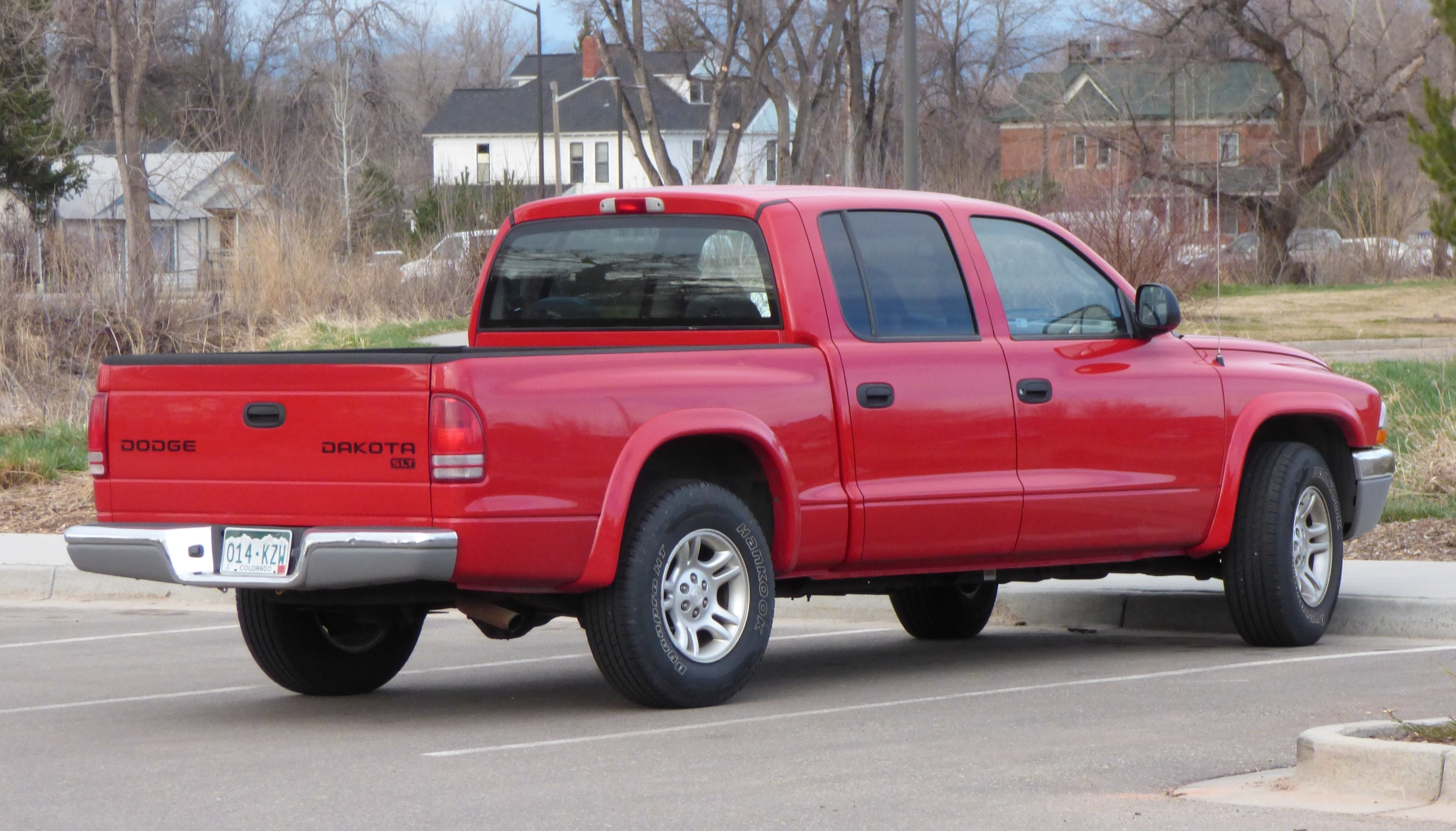
Dodge Dakota II - tył

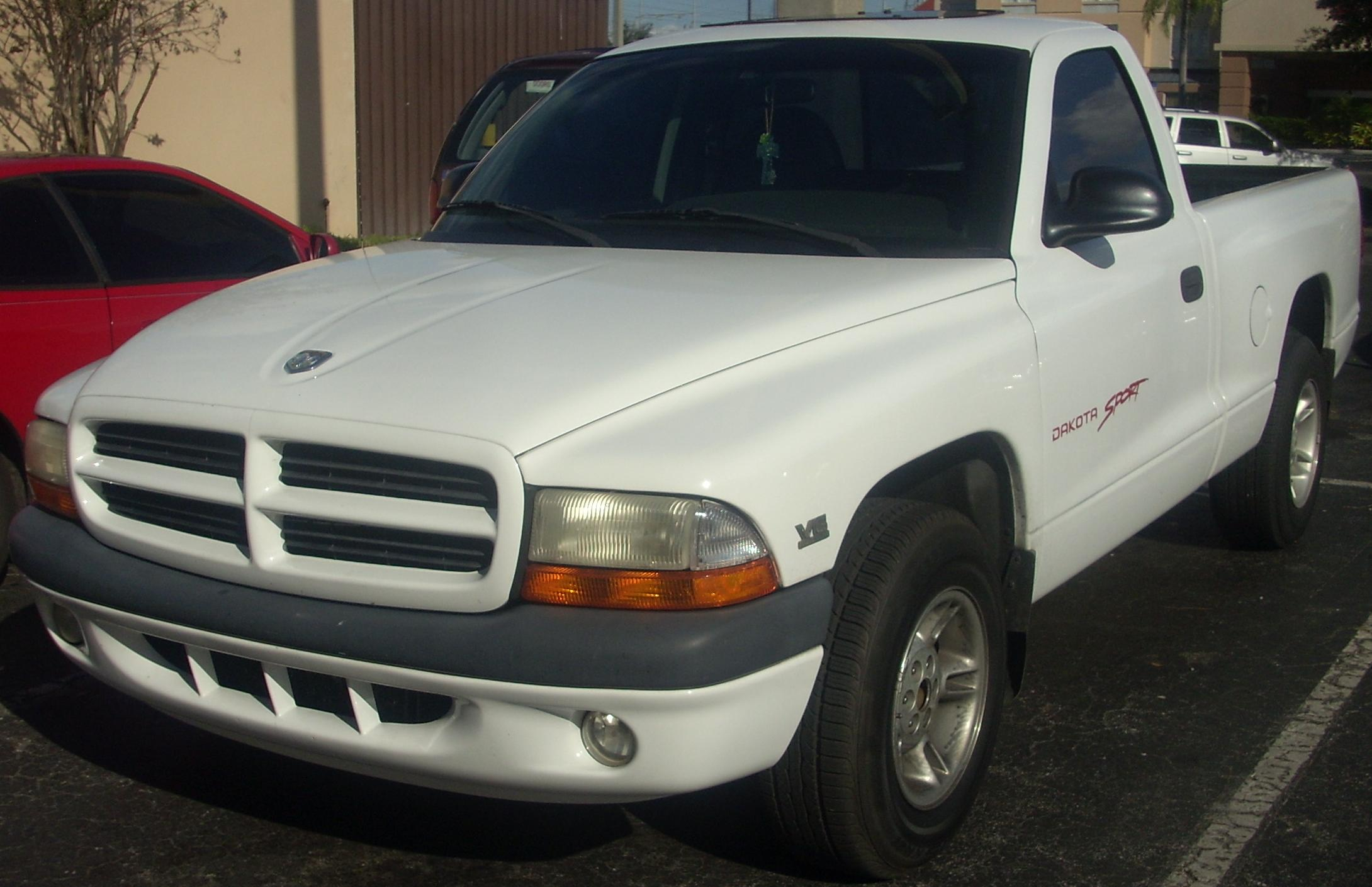
Dodge Dakota I SWB

Dodge Dakota II został zaprezentowany po raz pierwszy w 1996 roku.
W 1996 roku Dodge przedstawił zupełnie nową, drugą generację modelu Dakota opartą tym razem o platformę Chrysler DN-platform, którą odtąd dzielił także z pokrewnym SUV-em Durango. Samochód stał się większy, a także zyskał bardziej  zaokrągloną sylwetkę z charakterystycznymi, muskularnymi nadkolami i łezkowatymi reflektorami. Samochód ponownie oferowany był w różnych wariantach długości kabiny pasażerskiej i przestrzeni transportowej, podobnie jak w zróżnicowanych rozstawach osi i przez to - długości nadwozia.

### Silniki
- L4 2.5l Straight-4
- L4 2.5l OHV
- V6 3.7l Magnum
- V6 3.9l Magnum
- V8 4.7l Magnum
- V8 5.2l Magnum
- V8 5.9l Magnum

## Trzecia generacja

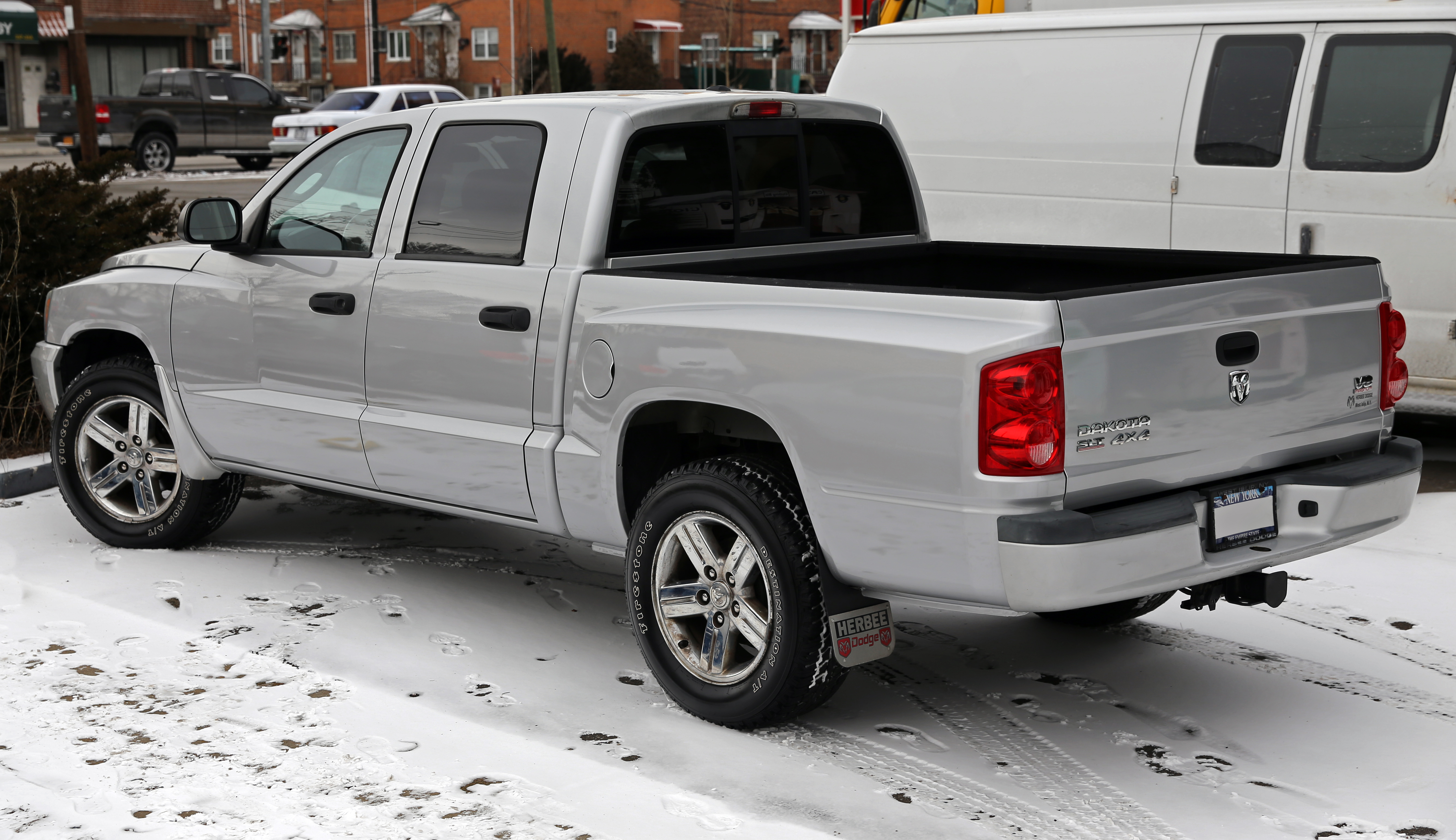
Dodge Dakota III - tył

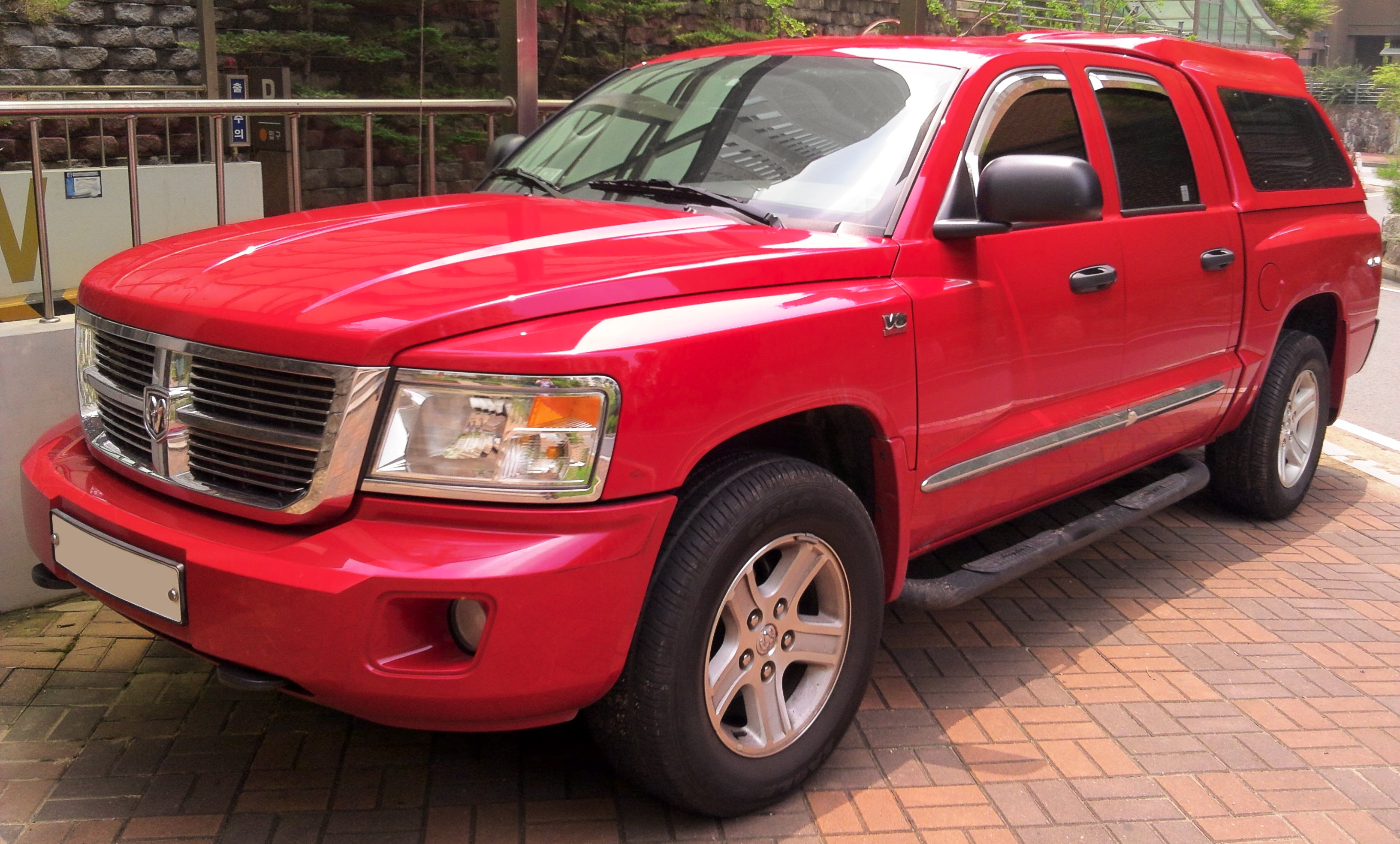
Dodge Dakota III po liftingu

Dodge Dakota III został zaprezentowany po raz pierwszy w 2004 roku.
Trzecia generacja Dakoty została przedstawiona późnym latem 2004 roku, powstając na gruntownie zmodernizowanej platformie Chrysler ND-platform. W porównaniu do poprzednika samochód stał się znacznie większy i masywniejszy, co było odpowiedzią na stopniowe powiększanie się sztandarowego modelu Ram. Dodge Dakota III miał wyraźnie zaznaczone, masywne nadkola, a także duże reflektory o nieregularnym kształcie i masywną, chromowaną atrapę chłodnicy. Okrojono liczbę wariantów długości nadwozia do jednej wersji. Co więcej, we współpracy z Mitsubishi w 2005 roku przedstawiono także bliźniaczy model Mitsubishi Raider.

### Lifting
W lutym 2007 roku Dodge przedstawił Dakotę III po gruntownej modernizacji. Samochód zyskał zupełnie nowy wygląd pasa przedniego z bardziej kanciastymi reflektorami i przeprojektowanym kształtem zderzaków oraz atrapy chłodnicy. Odświeżono też listę dostępnego wyposażenia.

### Zmiana nazwy
W 2010 roku w ramach utworzenia nowej marki Ram, Dakota została wydzielona razem z większym modelem Ram do oferty tego producenta jako Ram Dakota. Jednakże, już rok później w sierpniu 2011 jej produkcja została zakończona bez przewidzianego następcy. Przez kolejne lata media motoryzacyjne podawały do informacji spekulacje, jakoby Ram planował przywrócić do użytku nazwę Dakota na rzecz nowego modelu plasującego się pod pełnowymiarowym pickupem 1500, jednak nie spotkało się to z realizacją.

### Silniki
- V6 3.7l Magnum
- V8 4.7l Magnum